# Archiwum Wojskowe
Archiwum Wojskowe – istniejąca w okresie II Rzeczypospolitej państwowa instytucja archiwalna podległa władzom wojskowym.

## Historia
Geneza Archiwum Wojskowego sięga 1917, kiedy w ramach Tymczasowej Rady Stanu utworzono Komisję Wojskową, której Sekcja Naukowa z Wydziałem Archiwalnym zajęła się dokumentacją wytworzoną przez wojsko. W strukturze tej Komisji istniał również Wydział Spraw Ogólnych i Przygotowawczych, w którym na pocz. 1918 został opracowany „Tymczasowy statut Archiwum Wojskowego”, określający zadania stojące przed przyszłym Archiwum. Po odzyskaniu niepodległości Sekcja Naukowa b. Komisji Wojskowej została podporządkowana Oddziałowi VII Sztabu Generalnego WP. Następnie 14 grudnia 1918 przekształcono ją w Instytut Historyczno-Wojskowy, a jego referat archiwalny otrzymał nazwę Centralne Archiwum Wojskowe. Jego kierownikiem został por. dr Bronisław Pawłowski. W 1919 Instytut Historyczno-Wojskowy wraz z Centralnym Archiwum Wojskowym weszły w skład Departamentu V Naukowo-Szkolnego Ministerstwa Spraw Wojskowych. W czerwcu 1927 CAW zostało wydzielone z Wojskowego Instytutu Naukowo–Wydawniczego i podporządkowane szefowi Wojskowego Biura Historycznego. Jednocześnie otrzymało ono nazwę Archiwum Wojskowe. W tym też roku rozkazem MSWojsk. zostały określone zadania dla Archiwum, do których należało: 
- gromadzenie, inwentaryzacja i przechowywanie akt, posiadających znaczenie dla historii

wojskowości polskiej, 
- rejestracja akt wojskowych, znajdujących się w innych archiwach, bibliotekach i u osób prywatnych,
- wydawanie katalogów akt wojskowych i wydawnictw specjalnych,
- sprawowanie nadzoru merytorycznego nad registrami wojskowymi i opracowywanie dla nich przepisów i instrukcji,
- załatwianie kwerend dla władz, urzędów i osób prywatnych,
- wydawanie uwierzytelnionych odpisów i wyciągów z akt.

Jednym z zadań Archiwum Wojskowego było również sprawowanie nadzoru nad działalnością służby archiwalnej w wojsku. Przy dowództwach okręgów generalnych działali referenci archiwalni, a we Lwowie, Przemyślu, Krakowie i Poznaniu istniały zarządy archiwalne. Dyrekcja Archiwum sprawowała nadzór nad siecią archiwów wojskowych oraz opracowywała projekty regulaminów i instrukcji. Mimo kilku reorganizacji wewnętrznych do 1939 r., Archiwum Wojskowe nadal realizowało takie same zadania, jak: gromadzenie, inwentaryzacja, przechowywanie i udostępnianie akt.
Jego zasób pod koniec lat 30. liczył 7 tys. mb akt, a także ok. 7 tys. tomów woluminów i około 2 tys. roczników czasopism. W chwili wybuchu wojny obronnej 1939 pracownicy Archiwum przystąpili do ewakuacji materiałów archiwalnych. Kierownicy Wydziałów Generalnego Inspektoratu Sił Zbrojnych; kpt. dr Jan Giergielewicz i kpt. Wiktor Brummer rozpoczęli wykonanie polecenia wywiezienia z Warszawy w dniu 5 września 1939 roku. Część akt tajnych GISZ, ewakuowano z Warszawy autobusem do Brześcia, a następnie pociągiem, mimo stałych bombardowań transportu kolejowego; przez Sarny-Równe-Dubno-Złoczów. 15 września archiwalne akta zostały zbombardowane na stacji kolejowej Brody, w wyniku czego wiele z nich uległo zniszczeniu. Pozostałe akta przekroczyły granicę polsko-rumuńską pod Serafinami 17 września. Druga najcenniejsza część akt była ewakuowana transportem kołowym, przez pracowników archiwum, Bolesława Waligórę i Władysława Bocheńskiego.  18 września przekroczyły one granicę polsko-rumuńską i wraz z pracownikami Archiwum znalazły się w Rumunii, docierając do Băile Herculane, które władze rumuńskie przeznaczyły na stałe miejsce internowania w obozach.
Niektóre akta udało się natomiast przewieźć przez Paryż do Wielkiej Brytanii, gdzie znajdują się do dziś w Instytucie i Muzeum im. gen. Sikorskiego w Londynie oraz do USA (przechowywane są obecnie w Instytucie im. Józefa Piłsudskiego w Nowym Jorku). Resztę materiałów archiwalnych wchodzących w skład zasobu Archiwum przejęli okupanci. Niemcy już jesienią 1939 i na początku 1940 zgromadzili w Filii Poczdamskiego Archiwum Wojskowego w Gdańsku Oliwie ok. 15 tys. mb akt. Wśród nich znajdowały się dokumenty instytucji centralnych polskiego MSWojsk., rodzajów wojsk i służb, jednostek i zakładów wojskowych. W archiwum tym polskie akta wojskowe zostały wstępnie zinwentaryzowane oraz przygotowane do wykorzystania zgodnie z potrzebami władz okupacyjnych. Korzystało z nich Gestapo i SD do prześladowania przede wszystkim byłych powstańców śląskich i wielkopolskich oraz wojskowych. Na przełomie 1944 i 1945 władze niemieckie przetransportowały trzy wagony akt do Poczdamu i Berlina. Archiwalia te zostały następnie przejęte przez wojska radzieckie i wywiezione do ZSRR. Część z nich została odnaleziona w połowie lat 90 w Archiwach Rosyjskich, Litewski i Białoruskich skopiowana i zakupiona do CAW w ramach działalności tzw. Wojskowej Komisji Archiwalnej (WKA) w skład której wchodzili historycy CAW i ówczesnego Wojskowego Instytutu Historycznego (dziś WBBH). Należy przy tym wspomnieć, że działalność WKA miała ogromne znaczenie dla dokumentacji losów polskich oficerów i ich rodzin, aresztowanych lub internowanych przez władze radzieckie. W tym również dla dokumentowania głośnej sprawy katyńskiej. Natomiast część zasobu, która pozostała w Gdańsku Oliwie, ocalała (z wyjątkiem ok. 5 tys. mb akt, które spłonęły w ostatniej fazie walk na Wybrzeżu) i została przejęta przez Ministerstwo Bezpieczeństwa Publicznego a następnie przez 5 dekad stopniowo przekazywana do powojennego Centralnego Archiwum Wojskowego. Najpóźniej bo dopiero w 1990 roku przekazano z Ministerstwa Spraw Wewnętrznych (spadkobiercy akt po MBP) dokumenty dotyczące działalności wywiadu wojskowego na terenach okupowanych przywiezione z Londynu (na mocy umowy między władzami PRL a rządem londyńskim) w 1950 roku przez m.in. płk. Mariana Utnika (później skazanego w pokazowym procesie Tatar-Utnik-Nowicki, TUN) i zagarniętych przez MBP.